# 湯沢町バイオマスタウン構想
湯沢町バイオマスタウン構想（ゆざわまちばいおますたうんこうそう）とは、かつて新潟県南魚沼郡湯沢町にて計画されたバイオマスタウン構想の一つ。2013年に構想の期限切れとなり計画は断念された。

## 経過
- 2007年（平成19年） - 10月、北陸農政局（企画調整室環境政策調整係）からバイオマスタウン構想交付決定。
- 2008年（平成20年） - 1月、南魚沼市・湯沢町 循環型社会形成推進地域計画を公表。
  - 4月、農林水産省（大臣官房環境バイオマス政策課）より認定、第25回発表（湯沢町バイオマスタウン構想）
- 2013年（平成25年）-町議会産業建設常任委員会で平成25年3月が期限となるバイオマスタウン構想を更新しないと説明。実質的に計画を断念。

## バイオマス資源[1][2]
1. 廃棄物資源
  - 下水汚泥（1,002.6 t /年）
  - 浄化槽汚泥（4,599 t /年）
  - 汲み取りし尿、雑排水（1,651 t /年）
  - 食品廃棄物（家庭、843.9 t /年）（事業系、1,637.4 t /年）
  - 廃食用油（家庭系、27,3 t /年）（事業系、147.5 t /年）
  - 製材工場残材（1.9 t /年）
  - 木質系廃棄物剪定枝等（1.7 t /年）
  - 木質系廃棄物ダム流木（400 t /年）
2. 未利用資源
  - 湯沢町の耕地面積、318ha。
    - もみ（106.8 t /年）
    - 稲わら（493.5 t /年）

  - 林地残材（49.6 t /年）
3. 合計（10,962.2 t /年）

## 利活用技術[1][2]
1. バイオガス化技術（湿式メタン発酵）
2. バイオディーゼル燃料化技術
  - 湯沢町のスキー場ゲレンデ面積、835ha（耕地面積の2,6倍）
3. 木質固形燃料化技術
  - 湯沢町の森林面積、33,076ha。
4. 生ゴミコンポストプラント技術（事業系、1,637.4 t /年）
  - 湯沢温泉旅館組合
    - 15軒（客室数 996室、収容人員 4,389人）
      - NASPAニューオータニ（客室数 230室、収容人員 983人）

  - 湯沢町リゾートマンション管理組合連合会
    - 石打・湯沢・苗場マンション数（58棟、14,695室）

  - その他大型施設
    - エンゼルグランディア越後中里（客室数 300室、収容人員 1,300人）
    - 苗場プリンスホテル（客室数 1,299室、収容人員 3,256人）

## 推進体制
1. バイオマス構想推進本部
  - 副町長（リーダー）
  - 総務課長、企画財政班長、企画財政班主任。
  - 地域整備課長、水道班長、水道班主任。
  - 町民課長、町民生活班長、町民生活班主査。
  - 産業観光課長、産業振興班長、産業振興班主査。
2. バイオマス利活用推進協議会
  - しおざわ農協組合長
  - 南魚沼森林組合長
  - 湯沢温泉旅館組合長
  - 湯沢町商工会長
  - 湯沢町観光協会長